# Episymploce tibangensis
Episymploce tibangensis es una especie de cucaracha del género Episymploce, familia Ectobiidae.

## Distribución
Esta especie se encuentra en isla de Borneo.